# Voo Varig 810
O voo Varig 810 foi uma rota aérea entre o Rio de Janeiro e Los Angeles, com escalas em Lima, Bogotá, Cidade do Panamá e Cidade do México. Em 27 de novembro de 1962, a aeronave que fazia o voo sofreu um grave acidente pouco antes de realizar o pouso no aeroporto de Lima, no Peru, matando todos os seus ocupantes. 
O Boeing 707-441, de prefixo PP-VJB, partiu do Rio de Janeiro por volta da uma hora da madrugada de 27 de novembro de 1962 rumo a sua primeira escala, Lima. Sob o comando de Gilberto Salomoni, levava 80 passageiros e 17 tripulantes. Quando se aproximava de Lima, às 3h09 no horário local, a 36.000 pés, a tripulação entrou em contato com o controle de tráfego aéreo do Aeroporto de Lima, solicitando permissão para iniciar a descida, pois o avião estava no ponto ideal para pousar diretamente na pista 33, estimando que sobrevoaria o Aeroporto de Pisco por volta das 3h13. Porém, a descida não foi permitida pelo controle de tráfego, pois uma aeronave Douglas DC-6, que havia saído de Lima às 2h35 e que estava em altitude inferior à do 707, também passaria sobre Pisco às 3h13, podendo haver risco de colisão. Após passar sobre Pisco, às 3h13, o controlador autorizou o início da descida do Boeing.
Às 3h30, o avião ainda em descida alcançou 12.000 pés quando passou sobre a Base Aérea de Las Palmas, porém ainda estava alto demais para pousar diretamente na cabeceira 33, e continuou a descida. O controle de aproximação então sugeriu que a tripulação fizesse um giro de 360 graus sobre Las Palmas, continuando a descida. Depois do giro, a aeronave se desviou ligeiramente à direita do seu curso de 330 graus, passando a leste do aeroporto de Lima, depois virou à direita e passou sobre o aeroporto, depois virou na direção sul, passando a oeste da Base Aérea de Las Palmas e por último, fez uma curva de 180 graus para entrar no alcance da antena do ILS e realizar um pouso por instrumentos. Como o sistema se localizava na cabeceira 15 e não na 33, era preciso realizar uma aproximação back course, que consiste em utilizar o ILS da cabeceira oposta, sendo necessário configurar no instrumento de bordo o curso 147 graus como referência do eixo da pista. A aproximação back course envolve a inversão da lógica da aproximação padrão, sendo portanto sujeita a falhas. Além disso, ao contrário de uma aproximação ILS comum, a aproximação por back course não transmitia ao avião informações de desvio vertical, portanto, o sistema apenas podia controlar a direção da aeronave, quando o mesmo estivesse no alcance da antena do ILS.
Para realizar o pouso, seria preciso que, quando a aeronave estivesse alinhada com a pista e no alcance do ILS, virasse para o curso 327 graus. Porém, por motivos não esclarecidos, o avião passou do momento do alinhamento, mantendo o curso 333 graus, 6 graus à direita do ideal. O avião permaneceu na direção errada por mais de três minutos, até que colidiu com o pico La Cruz, cerca de 25 km a sudeste do aeroporto de Lima, explodindo e matando todos os seus 97 ocupantes. É possível que a tripulação tivesse equivocadamente considerado o eixo da pista como 327 graus, e não 147, e isto faria com que a aeronave ultrapassasse o ponto de alinhamento com a pista enquanto os pilotos acreditariam ainda não tê-lo interce(p)tado.
A imprensa brasileira divulgou a descoberta nos destroços de documentos ligando Cuba a um movimento guerrilheiro no Brasil, o que foi duvidado por alguns jornais. O militante Tarzan de Castro, testemunha do movimento, e o jornalista Flávio Tavares posteriormente escreveram sobre a forma como os documentos foram parar no voo.